# 토마스 빌트 버스
토마스 빌트 버스(영어: Thomas Built Buses)는 미국의 자동차 메이커이다.

## 생산 차종

### 현재 생산차종
- 미노투어/마이버스
- 사프-T-라이너 C2
- 토마스 사프-T-라이너 (EFX, HDX)
- HC 시리즈
- 트랜식 라이너 MVP EF/ER[1]
- TL960[2]
- 체어투어
- CL960
- SLF200

### 과거 생산차종
- 마이티 마이트
- 사프-T-라이너 컨벤셔널
- 사프-T-라이너 FS-65
- 비스타
- 토마스 사프-T-라이너 (EF, ER, 웨스트코스트ER)
- 사프-T-라이너 MVP EF/ER, 올스타

## 사진

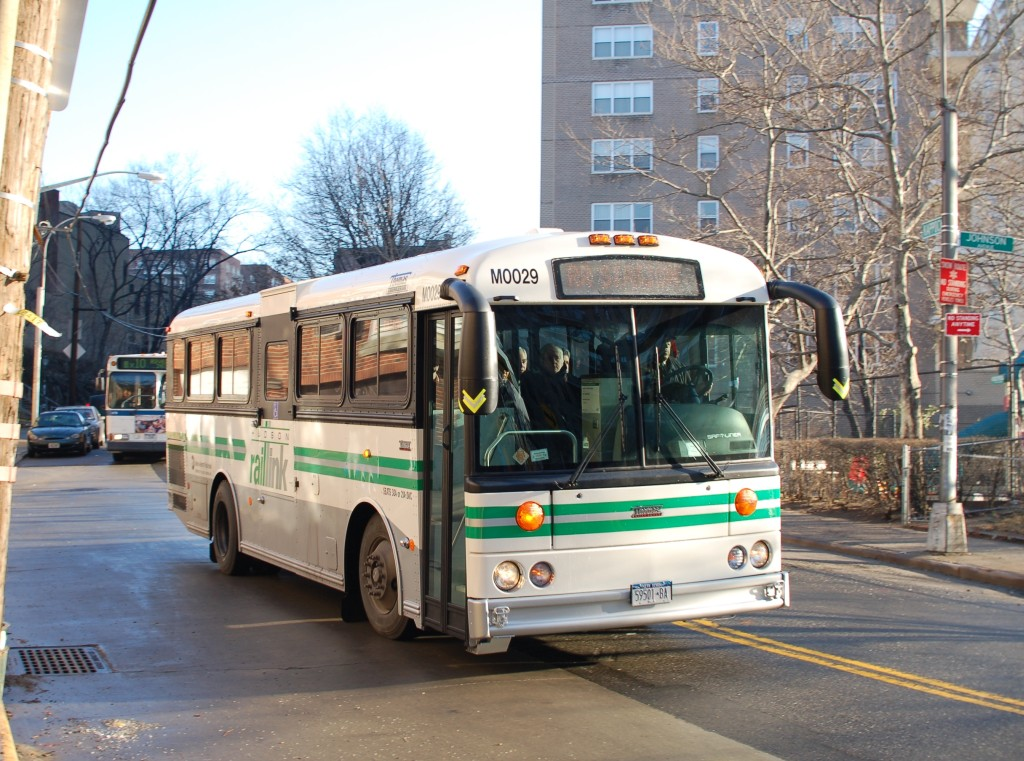
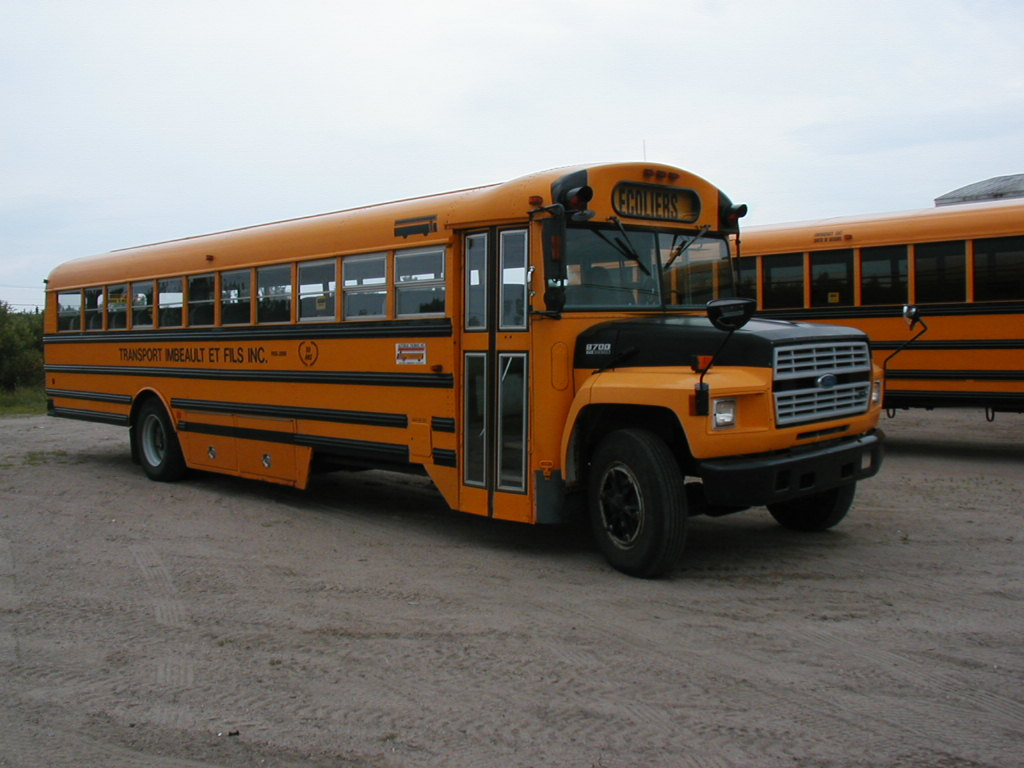
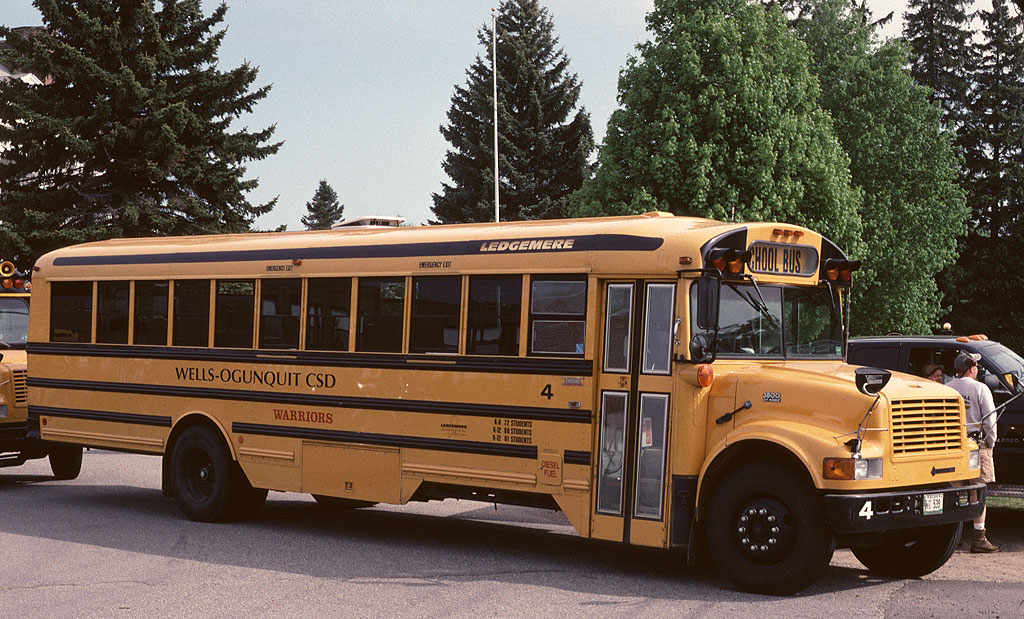
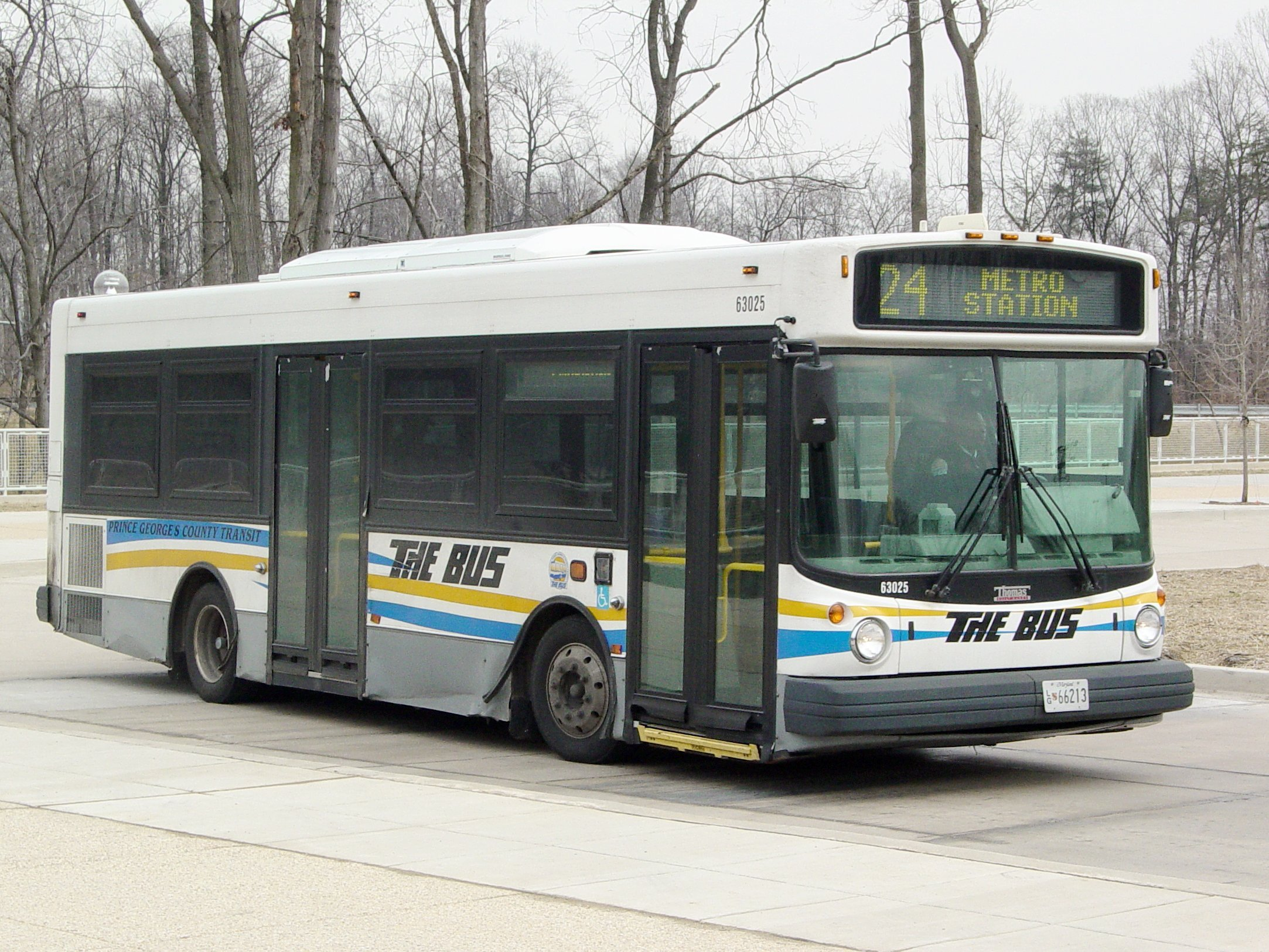
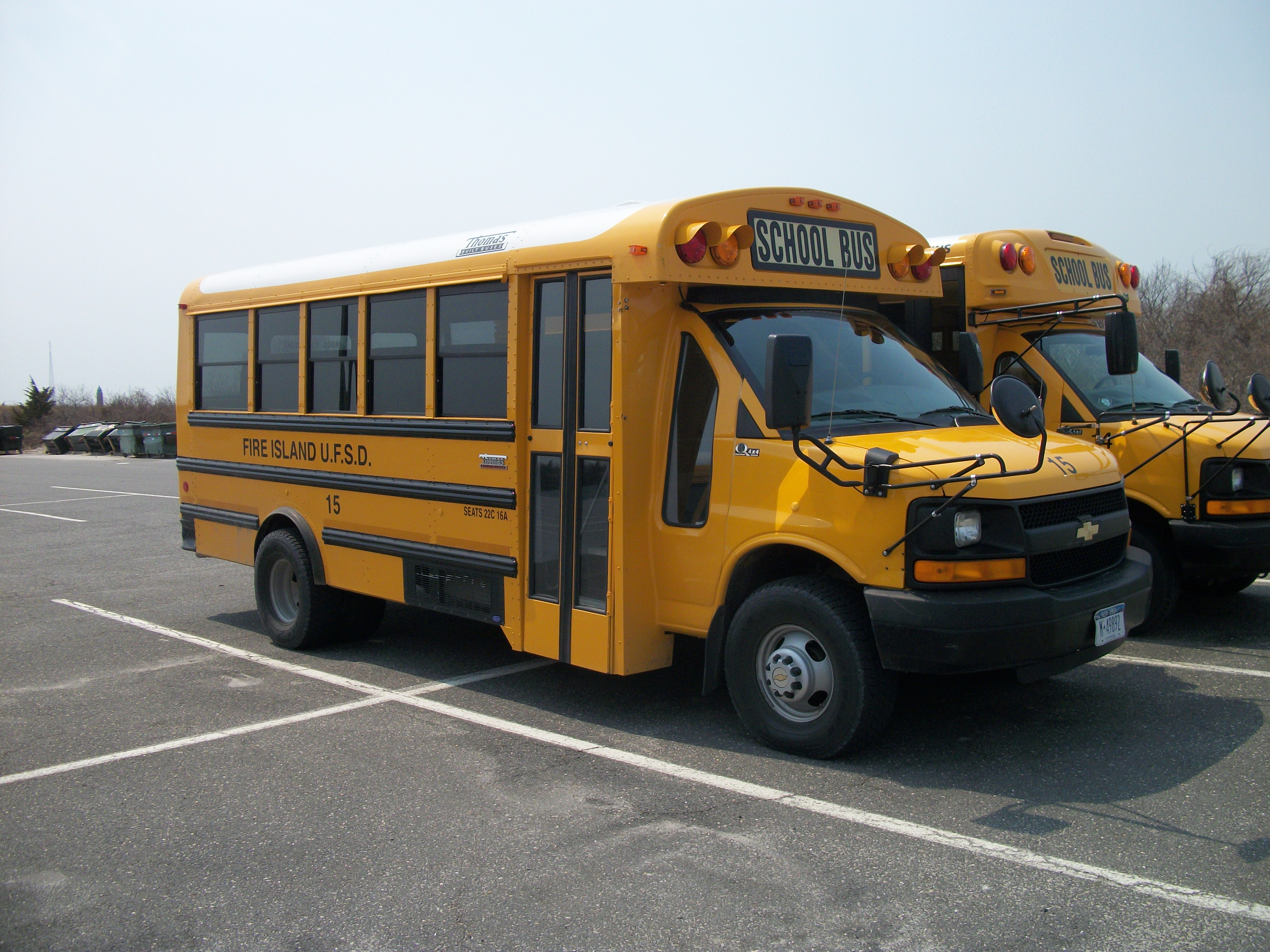
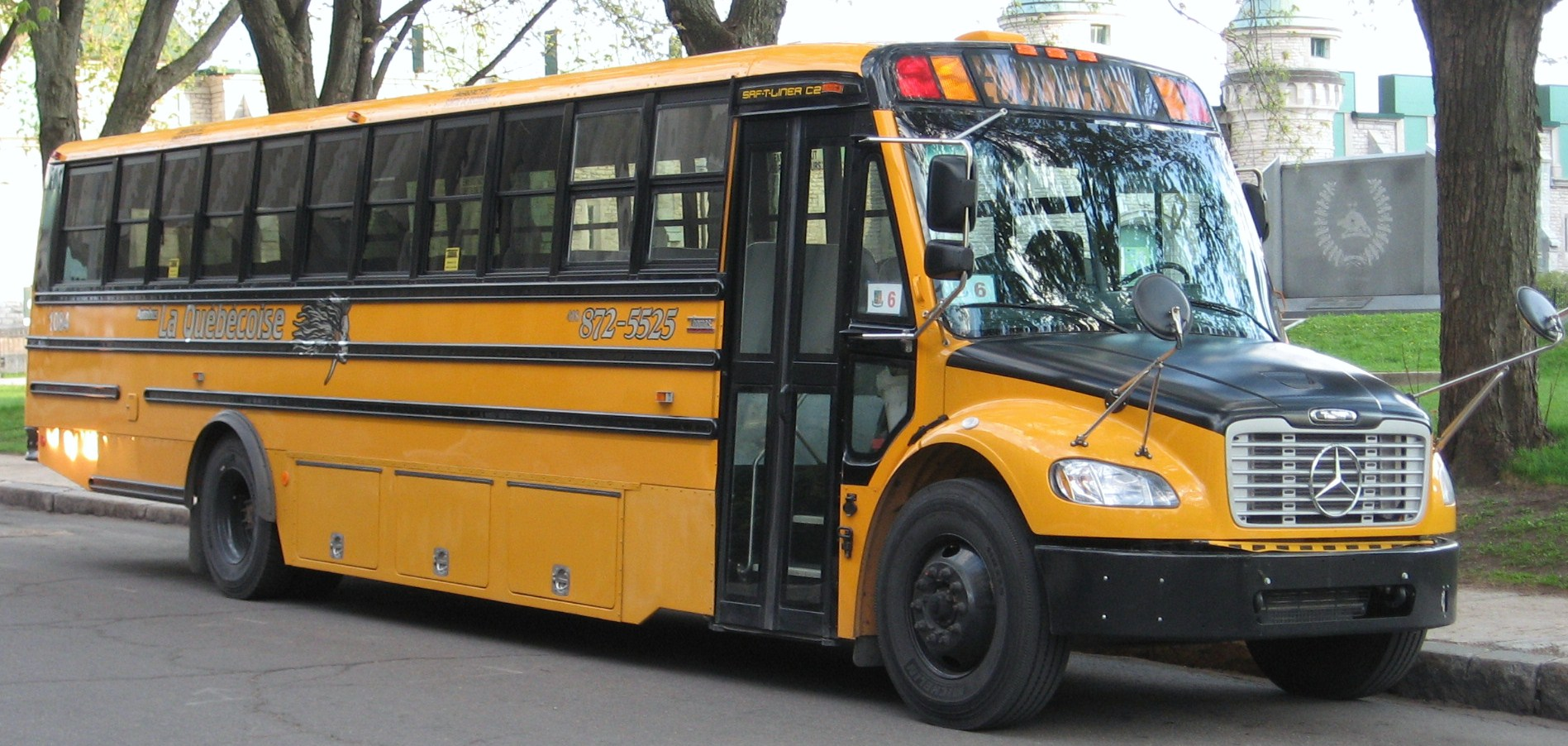
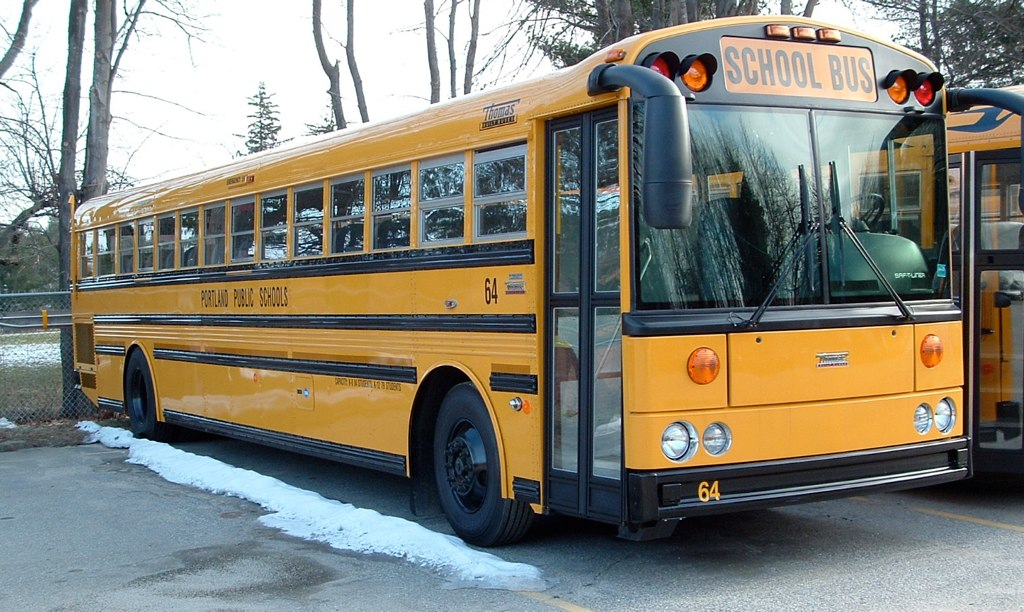
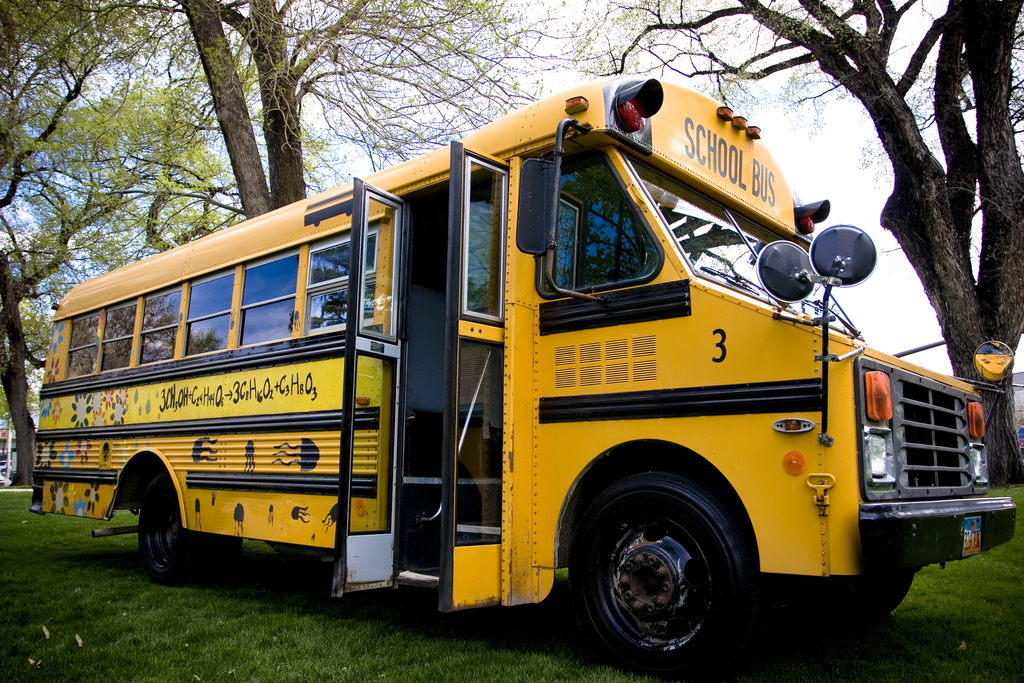
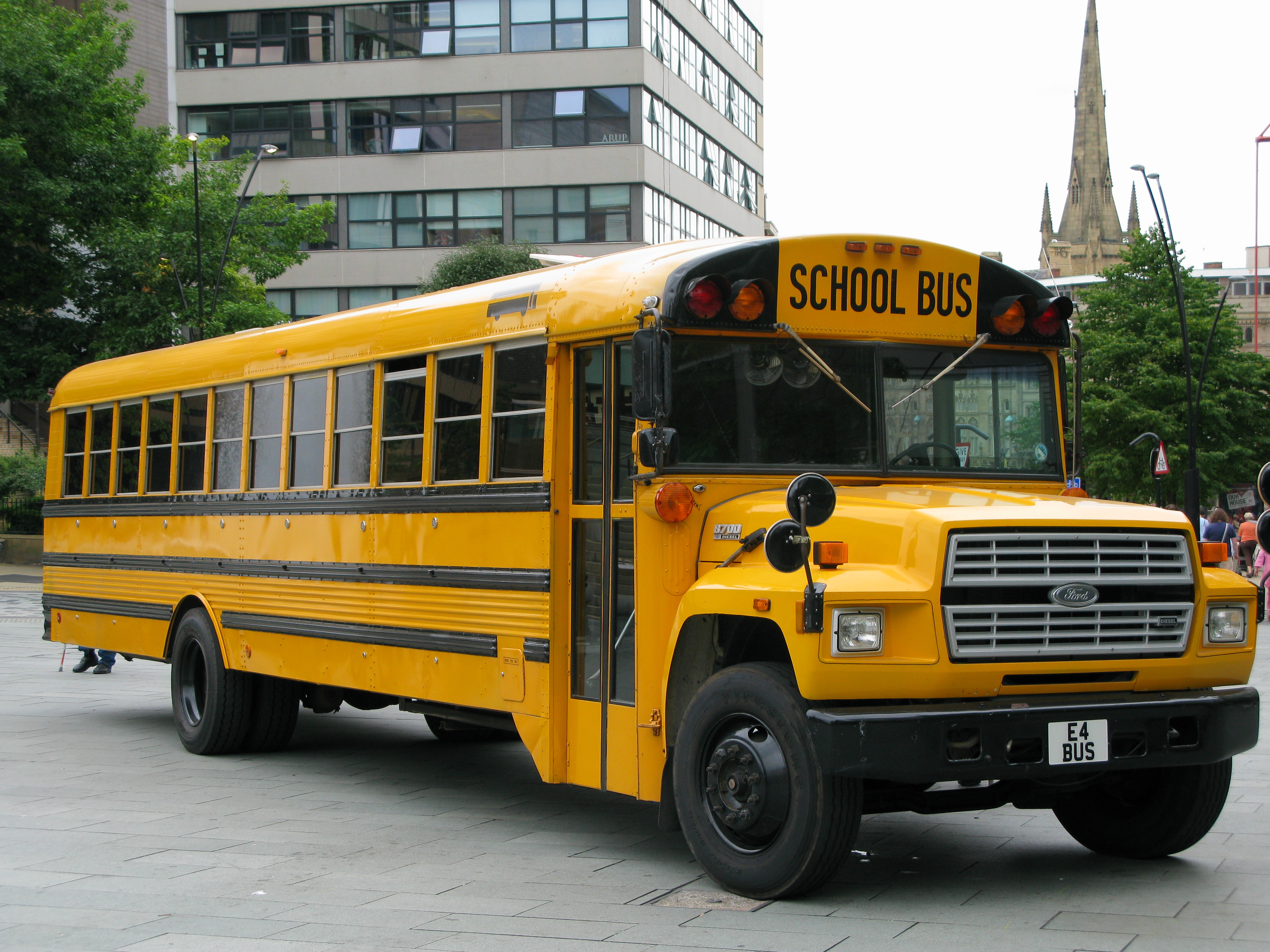

## 같이 보기
- 통학 버스